# Anders Sefvelin
Anders Sefvelin (Vestrogothus), född 9 november 1741, död 2 juni 1816 i Säby församling, Jönköpings län, var en svensk präst. 

## Biografi
Anders Sefvelin föddes 1741. Han blev 1763 student vid Lunds universitet och avlade magisterexamen 1767 vid Greifswalds universitet. År 1767 prästvigdes han och blev 1768 docens vid Greifswalds universitet. Han blev 1771 bataljonspredikant vid Skaraborgs regemente och 1773 regementspastor vid samma regemente. Sefvelin blev 1776 kyrkoherde i Säby församling och utnämndes 1778 till prost. År 1787 blev han kontraktsprost i Norra Vedbo kontrakt. Han var predikant vid Prästmötet 1793. År 1801 begärde han avsked från tjänsten som kontraktsprost. Sefvelin avled 1816 i Säby församling.

### Familj
Sefvelin gifte sig första gången med friherrinna Leyonhufvud och andra gången med fröken Henrika Gripensköld.